# Carol Higgins Clark
Pour les articles homonymes, voir Clark.
Compléments
Fille de Mary Higgins Clark et Warren Clark
Carol Higgins Clark, née le 28 juillet 1956 à New York et morte le 12 juin 2023 au Centre médical Cedars-Sinaï, est une actrice et une romancière américaine. Plusieurs de ses romans policiers ont été écrits en collaboration avec sa mère Mary Higgins Clark. Seule, elle est surtout connue pour être l'auteur de la série policière ayant pour héroïne Regan Reilly, une détective privée de Los Angeles, dont certaines enquêtes se déroulent tour à tour à Oxford, Miami Beach, Aspen et Hollywood.

## Biographie
Elle obtient un Bachelor of Arts du Mount Holyoke College en 1978.  
Elle étudie par la suite l'art dramatique au Beverly Hills Playhouse, où elle décroche ses premiers rôles de comédienne. Elle joue ensuite dans plusieurs téléfilms. Elle tient notamment le rôle principal, aux côtés d'Annie Girardot, dans le téléfilm En mémoire de Caroline, une adaptation du roman Un cri dans la nuit de sa mère. 
En 1992 paraît Par-dessus bord (Decked), le premier d'une série policière, comptant une quinzaine de titres, qui a pour héroïne Regan Reilly.
Elle meurt le 12 juin 2023 d'un cancer de l'appendice iléocœcal, au centre médical Cedars-Sinaï à Los Angeles.

## Œuvres

### Romans

#### SérieRegan Reilly
1. Decked (1992) Publié en français sous le titre Par-dessus bord, Paris, Albin Michel, 1993  (ISBN 2-226-06732-9) ; réédition, Paris, LGF, coll. « Le Livre de poche » no 7666, 1996  (ISBN 2-253-07666-X)
2. Snagged (1993) Publié en français sous le titre L'Accroc, Paris, Albin Michel, 1995  (ISBN 2-226-07712-X) ; réédition, Paris, LGF, coll. « Le Livre de poche » no 7694, 1997  (ISBN 2-253-07694-5)
3. Iced (1995) Publié en français sous le titre Bien frappé, Paris, Albin Michel, 1996  (ISBN 2-226-08523-8) ; réédition, Paris, LGF, coll. « Le Livre de poche » no 17026, 1998  (ISBN 2-253-17026-7)
4. Twanged (1998) Publié en français sous le titre Sur la corde, Paris, Albin Michel, 1999  (ISBN 2-226-10850-5) ; réédition, Paris, LGF, coll. « Le Livre de poche » no 17148, 2000  (ISBN 2-253-17148-4)
5. Fleeced (2001) Publié en français sous le titre Les Yeux de diamant, Paris, Albin Michel, 2002  (ISBN 2-226-13078-0) ; réédition, Paris, LGF, coll. « Le Livre de poche » no 37043, 2004  (ISBN 2-253-09917-1)
6. Jinxed (2002) Publié en français sous le titre Pas de veine, Paris, Albin Michel, 2003  (ISBN 2-226-13798-X) ; réédition, Paris, LGF, coll. « Le Livre de poche » no 37085, 2005  (ISBN 2-253-11383-2)
7. Popped (2003) Publié en français sous le titre Chute libre, Paris, Albin Michel, 2004  (ISBN 2-226-15403-5) ; réédition, Paris, LGF, coll. « Le Livre de poche » no 37139, 2006  (ISBN 978-2-253-11652-3)
8. Burned (2005) Publié en français sous le titre Le Collier volé, Paris, Albin Michel, 2005  (ISBN 2-226-16730-7) ; réédition, Paris, LGF, coll. « Le Livre de poche » no 37242, 2007  (ISBN 978-2-253-12038-4)
9. Hitched (2006) Publié en français sous le titre For Ever, Paris, Albin Michel, 2007  (ISBN 978-2-226-17369-0) ; réédition, Paris, LGF, coll. « Le Livre de poche » no 31293, 2009  (ISBN 978-2-253-12709-3)
10. Laced (2007) Publié en français sous le titre Irish Coffee, Paris, Albin Michel, 2008  (ISBN 978-2-226-18225-8) ; réédition, Paris, LGF, coll. « Le Livre de poche. Thriller » no 31673, 2004  (ISBN 978-2-253-12705-5)
11. Zapped (2008) Publié en français sous le titre Zapping, Paris, Albin Michel, 2009  (ISBN 978-2-226-19088-8) ; réédition, Paris, LGF, coll. « Le Livre de poche » no 32116, 2011  (ISBN 978-2-253-15844-8)
12. Cursed (2009) Publié en français sous le titre Au voleur !, Paris, Albin Michel, 2010  (ISBN 978-2-226-20827-9) ; réédition, Paris, LGF, coll. « Le Livre de poche » no 32543, 2012  (ISBN 978-2-253-16640-5)
13. Wrecked (2010) Publié en français sous le titre Tempête sur Cape Cod, Paris, Albin Michel, 2011  (ISBN 978-2-226-22075-2) ; réédition, Paris, LGF, coll. « Le Livre de poche. Thriller » no 32892, 2013  (ISBN 978-2-253-17376-2)
14. Mobbed (2011) Publié en français sous le titre Affaires de star, Paris, Albin Michel, 2012  (ISBN 978-2-226-24134-4) ; réédition, Paris, LGF, coll. « Le Livre de poche » no 37043, 2004  (ISBN 2-253-09917-1)
15. Gypped (2012) Publié en français sous le titre Arnaque à Hollywood, Paris, Albin Michel, 2013  (ISBN 978-2-226-24824-4) ; réédition, Paris, LGF, coll. « Le Livre de poche » no 33728, 2015  (ISBN 2-253-09301-7)
16. Knocked (2017)

#### En collaboration avec sa mère, Mary Higgins Clark
- Deck the Halls (2000) Publié en français sous le titre Trois jours avant Noël, Paris, LGF, coll. « Le Livre de poche » no 17256, 2002  (ISBN 2-253-17256-1)
- He Sees You When You're Sleeping (2001) Publié en français sous le titre Ce soir je veillerai sur toi, Paris, Albin Michel, 2001  (ISBN 2-226-13099-3) ; réédition, Paris, LGF, coll. « Le Livre de poche » no 17302, 2003  (ISBN 2-253-17302-9)
- The Christmas Thief (2004) Publié en français sous le titre Le Voleur de Noël, Paris, Albin Michel, 2004  (ISBN 2-226-15514-7) ; réédition, Paris, LGF, coll. « Le Livre de poche » no 37162, 2006  (ISBN 978-2-253-11392-8)
- Santa Cruise (2008) Publié en français sous le titre La Croisière de Noël, Paris, Albin Michel, 2006  (ISBN 2-226-17367-6) ; réédition, Paris, LGF, coll. « Le Livre de poche » no 31167, 2008  (ISBN 978-2-253-12325-5)
- Dashing Through the Snow (2008) Publié en français sous le titre Le Mystère de Noël, Paris, Albin Michel, 2008  (ISBN 978-2-226-18873-1) ; réédition, Paris, LGF, coll. « Le Livre de poche » no 31992, 2010  (ISBN 978-2-253-12869-4)

## Filmographie

### Comme actrice

#### Au cinéma
- 1986 : Where are the children ? : journaliste de la télévision #3

#### À la télévision
- 1987 : Stillwatch
- 1990 : Fatal Charm : Journaliste
- 1990 : Le Complot du renard (Night of the Fox) : Femme militaire allemande
- 1992 : En mémoire de Caroline (A Cry in the Night) : Jenny
- 1993 : Gentlemen Prefer Bonds/The Ids of March, épisode 17, saison 1 de la série télévisée Secret Service : Borza
- 1997 : Dors ma jolie (While My Pretty One Sleeps) : Ruth
- 2004 : La Clinique du docteur H. (The Cradle Will Fall) : Molly
- 2011 : Trois jours avant Noël (Deck the Halls) : avocate (téléfilm adapté de son propre roman éponyme)
- 2013 : La Croisière mystère (The Mystère Cruise) : Cass (téléfilm adapté de son propre roman éponyme)
- 2014 : Disparitions suspectes (My Gal Sunday) : Molly Quinn